# Dogładzanie oscylacyjne
Dogładzanie oscylacyjne (superfinish, dogładzanie krótkoskokowe lub w skrócie dogładzanie) - metoda obróbki wygładzającej, dzięki której uzyskuje się gładkość 11 ÷ 14 klasy chropowatości (Rz 0,4 ÷ 0,01).
Dogładzanie podobnie jak gładzenie przeprowadza się przy pomocy pilników ściernych. Do obróbki żeliwa, obróbki wykończającej stopów aluminium używany jest węglik krzemu (SiC), czyli karborund, a do obróbki stali, stopów miedzi oraz obróbki zgrubnej używa się stopów aluminium. W procesie dogładzania wygładza się tylko obszar chropowatości powierzchni pozostawionej po poprzedniej obróbce.
Proces dogładzania charakteryzuje się złożeniem przynajmniej trzech ruchów, z czego co najmniej jeden jest oscylacyjny. W trakcie procesu dogładzania intensywnie podawana jest ciecz obróbkowa. Ma ona na celu zapewnienie smarowania i dobre oczyszczanie strefy skrawania. Czas obróbki jest krótki i kończy się samoczynnie w momencie, gdy na skutek usunięcia chropowatości zwiększa się nośność warstwy wierzchniej przedmiotu obrabianego, co jest związane ze wzrostem powierzchni styku osełki z przedmiotem obrabianym. Wiąże się z tym spadek rzeczywistego nacisku jednostkowego ziaren ściernych na powierzchnię obrabianą. Przebicie warstewki cieczy obróbkowej staje się coraz trudniejsze, co powoduje działanie polerujące w końcowym etapie obróbki i ostateczne przerwanie procesu skrawania. Skojarzenie ruchu obrotowego przedmiotu z ruchem oscylacyjnym osełki tworzy sinusoidalny ślad obróbki. Wartość kąta α ma wpływ na przebieg wygładzania. Przy kątach mniejszych od 60° występuje intensywne usunięcie nierówności, przy zwiększeniu kąta powyżej 60° działanie pilnika ma charakter polerujący - z tego powodu zaleca się stosowanie dogładzania dwustopniowego.